# Кальман Міксат
Ка́льман Мі́ксат (угор. Mikszáth Kálmán) (1847—1910) — один з найвідоміших угорських письменників XIX-XX століть, прозаїк, автор романів, а також безлічі оповідань і есе.

## Біографія
Кальман Міксат народився 16 січня 1847 року в містечку Склабоня комітату Ноград, Австрійська імперія (нині округ Вельки Кртіш, Банськобистрицький край, Словаччина) в родині дрібнопомісного дворянина. Початкову освіту здобув у гімназії міста Рімасомбат. У 1864 році переїхав разом з родиною в містечко Шельмецбаня, в 1866 році вступив на юридичний факультет Будапештського університету. На початку 1871 Кальман Міксат повертається на батьківщину і приступає до юридичної практики на державній службі в містечку Балашшадьярмат. У цей же самий час він робить перші спроби у літературній сфері. Перші його оповідання, опубліковані в будапештській пресі, успіху не мали, хоча одна з його робіт отримала приз газети «Голос правди». В січні 1873 Кальман Міксат залишив державну службу, і вступив на роботу в губернський журнал, потім якийсь час жив в Будапешті, будучи редактором журналу народницького спрямування. У зв'язку з фінансовими труднощами в 1878 році Кальман Міксат переїжджає в Сегед, де тісно співпрацює з місцевою газетою «Сегед Напло». В цей час відбувалося становлення Кальмана Миксата як письменника, почав вироблятися легко впізнаваний стиль письменника. В основному з-під його пера виходили численні нариси й оповідання, сюжетною основою яких служать гумористичні ситуації, анекдоти, епізоди з життя дрібних дворян, чиновників, адвокатів. Здібності письменника не залишилися непоміченими, пішли публікації, пропозиції про роботу, в тому числі й зі столиці.
Широке визнання і популярність до Кальмана Міксата прийшли в 1881 році, після опублікування двох збірок новел «Брати-словаки» та «Добрі Палоці». Новели, в основному, описували побут словацьких селян. Кальман Міксат оселився в Будапешті. Того ж року отримав премію Шандора Петефі.
Починаючи з цього моменту Кальман Міксат став визнаним угорським письменником. 8 лютого 1882 він отримав премію Товариства Кішфалуді 3 травня 1889 року став членом Угорської академії наук. Його романи переводилися видавалися великими тиражами і перекладалися багатьма мовами світу. Теодор Рузвельт був настільки захоплений романом «Парасолька святого Петра», що в ході своєї поїздки по Європі 1910 року, провідав Кальмана Міксата і засвідчив своє шанування.
Хоча Кальман Міксат не писав п'єс, він охоче допомагав драматургам інсценувати власні твори. Так, ще за життя письменника на сцені Німеччини йшла оперета «Селіщенскіе красуні», потім за творами Миксата були поставлені п'єси «Маєток на продаж», «Облога Бестерце», «Історія Ности-молодшого і Марії Той», «Шіпшіріца». Роман «Парасолька святого Петра» був екранізований, а за романом «Чорний місто» знятий багатосерійний телевізійний фільм.
Вів активну творчу діяльність до кінця життя. Крім того, Кальман Міксат вів і політичну діяльність: з 1879 року був депутатом округу Ільефальва в Трансільванії, з 1892 до смерті був депутатом округу Фагараш. У 1887 році, будучи членом Ліберальної партії Угорщини, був обраний до Національних Зборів Угорщини.
З 13 червня 1873 р. перебував у шлюбі з Ілоною Маукс. Від шлюбу мав трьох синів, Ласло, Яноша і Альберта.
Помер 28 травня 1910 року в Будапешті, через кілька днів після святкування 40-річного ювілею літературної діяльності.

## Творчість
Творчість Кальмана Міксата відрізняється легко в пізнаваним добродушним гумором, часто сумним або іронічним, ретельним опрацюванням різноманітних і колоритних персонажів (іноді й кількома точними рядками), яскравим сюжетом, що переплітається з другорядними і ретроспективними сюжетними лініями. Що стосується сюжетності, творчість Міксата нерідко характеризується певною мірою детективним сюжетом, що досить цікаво, оскільки таке вкрай рідко зустрічається в літературі того часу.
Найяскравішою рисою творчості письменника є його, нерідко навмисне, виражене відсторонене ставлення до своїх творів. Кальман Міксат далекий від моралізування, якогось тиску на читача, нав'язування йому своєї думки, обмежуючись описом або максимально короткими зауваженнями від свого імені чи від імені персонажів. При цьому Кальмат Міксат зовсім не далекий від проблем суспільства того часу: він наочно показує і проблеми бідного селянства, і боротьбу угорських патріотів (якої він певною мірою співчував, сам будучи патріотом), і обмеженість чиновників і дворянства. Але якихось ярликів Міксат не вішати: і селянин в його творах може бути явно негативним особою, і дворянин вельми привабливим персонажем.
Цікаво й опис пейзажу письменника. Кальман Міксат рідко описує величну стихію, а навпаки, обмежується описом природи, яка постійно сусідить з людиною, і це добре виходить у письменника. Знаходячи красу в повсякденному реалії, Міксат часто відтіняє своїми пейзажами почуття і переживання героїв.
Кальман Міксат — яскраво виражений романтик, в його романах завжди є місце любові. Головні жіночі персонажі у Міксата досить однотипні (це, мабуть, стало наслідком того, що нерідко прототипом персонажів служила дружина письменника), і являють собою чистих, непорочних молодих дівчат.
Однак, незважаючи на таку романтичність Міксат далекий від лицемірства. Романтизм в його творах є сусідами з реалізмом. Взагалі, Кальман Міксат міг вдало поєднувати сумне і смішне, реальність і фантастику, роздуми та описи. Твори Кальмана Міксата залишають відчуття глибокої життєвої мудрості письменника, переданої через нерідко підкреслено простий, неписьменний мову або навпаки, через підкреслено пихатий, перемежовується латинськими виразами мову, героїв творів.
Кальман Міксат — майстер метафор і влучних аналогій, які він знову ж вкладає в уста своїх героїв. Особливо письменнику, який володіє найтоншими нюансами угорського та словацького мов, вдаються діалоги, напрочуд живі і характерні для описуваних персонажів.
Про Кальмана Міксата не можна говорити, як про письменника, що піднімає дуже вже серйозні філософські та моральні проблеми, але при цьому не можна й зарахувати до письменників-белетристів. З письменників Росії найбільший вплив на Кальмана Міксата надали М. В.Гоголь і А. П. Чехов, які були українцями за походженням, і певною мірою навіть простежується схожість стилів: з Гоголем твори Кальмана Міксата рідняться мовою, яскравим національним колоритом, описами природи, з Чеховим — сатирою, інший раз їдкою з тонко підміченими рисами персонажів.

## Вибрані твори
* «Брати-словаки» (1881, збірка новел)
* «Добрі палоци» (1882, збірка новел)
* «Лохінська травичка» (1885, повість)
* «Два жебраки студенти» (1886, повість)
* «Розмовляючий кафтан» (1889, повість)
* «Парасолька святого Петра» (1895, роман)
* «Облога Бестерце» (1896, роман)
* «Кавалери» (1897, повість)
* «Дивний шлюб» (1900, роман)
* «Селіщенські красуні» (1901, повість)
* «Витівки Кальмана Круді» (1906, повість)
* «Кожібровський укладає угоду» (1904, повість)
* «А все жтаки Кіслич талант» (1906, повість)
* «Хто кого обскакає» (1906, повість)
* «Історія Ности-молодшого і Марії Тот» (1908, роман)
* «Чорне місто» (1910, роман)

## Українські переклади
- Міксат К. Дивний шлюб: роман / пер. з угор. М. Томчаній; післям. К. Шахової. — К.: Дніпро, 1972. — 334 с.
- Міксат К. Парасолька Святого Петра: роман / Калман Міксат; пер. з угор. Сергія Панька. — К.: Знання, 2016. — 239 с.